# La Maison des hommes vivants
Pour plus de détails, voir Fiche technique et Distribution.
La Maison des hommes vivants est un film français de Marcel Dumont et Gaston Roudès, sorti en 1929.

## Fiche technique
- Titre : La Maison des hommes vivants
- Réalisation : Marcel Dumont et Gaston Roudès
- Scénario : Claude Farrère
- Pays d'origine : France
- Format : Noir et blanc - Film muet
- Genre : drame
- Date de sortie : 1er novembre 1929

## Distribution
- Rudolf Klein-Rogge
- Simone Vaudry
- Michèle Verly
- Maurice Schutz
- Jean Devalde
- Charles Lamy